# Clemente Riva
Clemente Emilio Riva (Medolago, 5 giugno 1922 – Roma, 30 marzo 1999) è stato un vescovo cattolico italiano.
Il suo nome è noto per l'impegno nei riguardi del dialogo fra le religioni, in particolare con l'ebraismo.

## Biografia
Secondogenito di nove figli, nacque a Medolago, in provincia e diocesi di Bergamo, il 5 giugno 1922.

### Formazione e ministero sacerdotale
Nel 1935 fa l'esame di ammissione alla prima Ginnasiale al Seminario Diocesano di Bergamo; risultato negativo, si indirizza, anche per motivi economici, a fare domanda all'Istituto della Carità. Nel 1935 Clemente Riva entra quindi all'Aspirantanto di Pusiano dei padri rosminiani.
Nel 1939 arriva al Sacro Monte Calvario di Domodossola, sede del noviziato rosminiano: qui emette i primi voti, il 1º luglio 1941 (memoria liturgica del Preziosissimo Sangue di Gesù e anniversario della morte di Antonio Rosmini), i voti perpetui il 10 settembre 1944, i voti di Coadiutore spirituale il 27 luglio 1963 e successivamente quelli di sacerdote il 20 febbraio 1967.
Venne ordinato presbitero dall'arcivescovo Edoardo Tonna, nella chiesa di Nostra Signora del Sacro Cuore a Roma, il 24 marzo 1951: anche in questo caso una coincidenza con Rosmini, nato proprio il 24 marzo. Nel 1951 è Assistente della FUCI per il Vicariato di Roma.
Nel 1953 ottiene la laurea in teologia alla Pontificia Università Lateranense; la tesi ha per titolo Il problema dell'origine dell'anima intellettiva secondo A. Rosmini.
Nel 1966 Riva è rettore della basilica dei Santi Ambrogio e Carlo al Corso a Roma, affidata alla cura dei padri rosminiani, presso la quale abiterà fino alla morte. Il 20 febbraio 1967, anniversario della fondazione dell'Istituto della carità, don Clemente Riva emette i voti di Presbitero all'Istituto, voto speciale con cui un confratello promette solennemente e significativamente obbedienza al Sommo Pontefice.
Nel 1971, l'allora preposito generale dei rosminiani, padre Giovanni Gaddo, nomina Riva Vicario Generale della Carità Intellettuale della Curia dell'Istituto.

### Ministero episcopale
Il 22 giugno 1975 riceve l'ordinazione episcopale nella basilica dei Santi Ambrogio e Carlo al Corso per l'imposizione delle mani del cardinale Ugo Poletti, vicario generale per la diocesi di Roma, co-consacranti Giovanni Canestri, arcivescovo titolare di Monterano e vicegerente della diocesi di Roma, e da Enrico Bartoletti, arcivescovo emerito di Lucca, segretario generale della Conferenza Episcopale Italiana.
Svolge il suo ministero come vescovo ausiliare di Roma per la zona Sud, titolare di Atella. Già presidente della Commissione Ecumenica di Roma, Riva era un profondo conoscitore del pensiero di Antonio Rosmini, sacerdote fondatore dell'Istituto della Carità di cui faceva parte.
Nel 1982 assume la Presidenza della Commissione Diocesana per l'ecumenismo ed il dialogo interreligioso, nel 1984 diventa membro del Pontificio Consiglio per l'unità dei Cristiani (fino al 1988 cfr. Annuario Pontificio 1985/86/87/88/89) e nella CEI, dopo essere stato membro (e segretario per un biennio) della Commissione per la Famiglia (1976-1982), nel 1982 diventa Segretario della Commissione per l'ecumenismo ed il dialogo.
Nel 1997, quando Riva compie i 75 anni di età, il cardinale vicario per la città di Roma Camillo Ruini chiede a Giovanni Paolo II di prorogargli il mandato per un anno. Nel 1998 al suo posto viene nominato mons. Salvatore Fisichella, che si rivelerà molto importante per la causa di beatificazione di Antonio Rosmini, poiché Fisichella era tra i concelebranti della beatificazione di Antonio Rosmini.
Muore il 30 marzo 1999, all'età di 76 anni, nella clinica Pio XI di Roma.
In occasione della morte di Clemente Riva, papa Giovanni Paolo II invia al cardinal Ruini un messaggio in cui ricorda il presule rosminiano come uomo di profonda spiritualità e particolarmente attento al dialogo interreligioso. Anche la comunità ebraica di Roma espresse un profondo cordoglio: l'ex rabbino capo di Roma, Elio Toaff si recò alla camera ardente per rendergli omaggio.
Il suo funerale si è svolto nella basilica dei Santi Ambrogio e Carlo al Corso, officiato dal cardinal Vicario del papa per la città di Roma Camillo Ruini e concelebrato dai vescovi ausiliari della città e dai suoi confratelli rosminiani. La sua tomba si trova nella cappella centrale del cimitero di Medolago.
Con deliberazione del 27 gennaio 2010, la giunta comunale di Roma ha approvato la proposta di intitolare alla memoria di mons. Clemente Riva una grande area verde a pochi passi dal litorale di Ostia, facente parte del settore Sud di Roma di cui appunto Riva ne era la guida in qualità di Vescovo Ausiliare della capitale.

## Genealogia episcopale
La genealogia episcopale è:
- Cardinale Scipione Rebiba
- Cardinale Giulio Antonio Santori
- Cardinale Girolamo Bernerio, O.P.
- Arcivescovo Galeazzo Sanvitale
- Cardinale Ludovico Ludovisi
- Cardinale Luigi Caetani
- Cardinale Ulderico Carpegna
- Cardinale Paluzzo Paluzzi Altieri degli Albertoni
- Papa Benedetto XIII
- Papa Benedetto XIV
- Papa Clemente XIII
- Cardinale Marcantonio Colonna
- Cardinale Giacinto Sigismondo Gerdil, B.
- Cardinale Giulio Maria della Somaglia
- Cardinale Carlo Odescalchi, S.I.
- Cardinale Costantino Patrizi Naro
- Cardinale Lucido Maria Parocchi
- Papa Pio X
- Cardinale Gaetano De Lai
- Cardinale Raffaele Carlo Rossi, O.C.D.
- Arcivescovo Gilla Vincenzo Gremigni, M.S.C.
- Cardinale Ugo Poletti
- Vescovo Clemente Riva, I.C.

## Scritti

### Curatele di scritti di Rosmini
Clemente Riva ha curato le seguenti opere di Antonio Rosmini:
- Antropologia in servizio della scienza morale, Roma-Milano, Fratelli Bocca, 1954
- Fedeltà alla chiesa, Brescia, Morcelliana, 1963
- La società teocratica, Brescia, Morcelliana, 1963
- Questioni politico-religiose, Pescara, Edizioni Paoline, 1964
- Saggio sui divertimenti pubblici, Pescara, Edizioni Paoline, 1964
- Saggio sul comunismo e socialismo, Pescara, Edizioni Paoline, 1964
- Delle cinque piaghe della Santa Chiesa: trattato dedicato al clero cattolico, Brescia, Morcelliana, 1966

### Scritti sul Rosmini
- Il problema dell'origine dell'anima intellettiva secondo Antonio Rosmini, Domodossola, Sodalitas, 1956
- Clemente Riva, La caritas, sorgente dell'ordinamento della Chiesa, in Rosmini, Milano, Giuffrè, 1972?,  p. 321, OCLC 797689789. Ospitato su archive.is.
- La missione diplomatica di Rosmini a Roma nel 1848-49, Roma, Cossidente, 1966
- Attualità di A. Rosmini, Roma, Studium, 1970
- Italo Scotucci, La creazione in Rosmini, (premessa di Clemente Riva), Roma, Studium, 1972

### Altri scritti
- Atteggiamento religioso nel mondo intellettuale, Roma, Studium dicembre 1961
- Fondamenti di vita spirituale, Milano, Edizioni Corsia dei Servi, 1962
- Pensiero e coerenza cristiana, Brescia, Morcelliana, 1963
- La Chiesa per il mondo: la 2. sessione del Concilio Ecumenico, Brescia, Morcelliana, 1964
- La Chiesa in dialogo, Brescia, Morcelliana, 1965
- La libertà religiosa nel vaticano 2: genesi storico-dottrinale, Torino, Leumann, Elle Di Ci, 1967
- Il cristiano nel mondo, Roma, A.V.E., 1970
- La partecipazione nella Chiesa, Roma, A.V.E., 1970
- Responsabilità dei Cristiani, Roma, Leoniana, 1975
- Cristiani per l'uomo, Assisi, Cittadella Editrice, 1978
- L'intelligenza nella chiesa, Assisi, Cittadella Editrice, 1978
- Chiesa e società oggi, Roma, A.V.E., 1979
- Al centro della città metterei l'uomo, Assisi, Cittadella Editrice, 1985